# Медведево (Нестеровское сельское поселение)
Медве́дево — деревня в Сокольском районе Вологодской области.
Входит в состав Нестеровского сельского поселения, с точки зрения административно-территориального деления — в Нестеровский сельсовет.
Расстояние по автодороге до районного центра Сокола — 41 км, до центра муниципального образования Нестерова — 10 км. Ближайшие населённые пункты — Иваниха, Сониха, Грибцово, Исаево, Копосиха.
По переписи 2002 года население — 3 человека.